# Kataplazm
Kataplazm (z gr. katáplasma - plaster) – rodzaj gorącego i wilgotnego okładu z woreczka wypełnionego otrębami, owsem, piaskiem, siemieniem lnianym, solą, kaszą lub rozgniecionymi ziemniakami. W dawnych czasach kataplazmy nakładano na zapalenia, szczególnie ropne, a także w przypadku kolki żółciowej lub nerkowej.